# París-Niza 1967
La París-Niza 1967 fue la 25ª edición de la París-Niza, que se disputó entre el 8 y el 15 de marzo de 1967. La carrera fue ganada por el británico Tom Simpson, del equipo Peugeot-BP-Michelin, por delante Bernard Guyot (Pelforth-Sauvage-Lejeune) y Rolf Wolfshohl (Bic). Bernard Guyot también se llevó la clasificación de la montaña, Jean Claude Wuillemin (Pelforth-Sauvage-Lejeune) ganó la clasificación por puntos y el conjunto Pelforth-Sauvage-Lejeune la de equipos.

## Participantes
En esta edición de la París-Niza tomaron parte 96 corredores divididos en 12 equipos: Bic, Salvarani, Mercier-BP, Pelforth-Sauvage-Lejeune, Peugeot-BP-Michelin, Romeo-Smith's, Flandria, Willem II-Gazelle Mann-Grundig, Grammont-Tigra, Kamomé-Wolber y Bières 33-Gitane. Este último conjunto era amateur. La prueba la acabaron 83 corredores.

## Resultados de las etapas
| Etapas   | Fecha       | Recorrido                    | Km     | Vencedor de etapa | Líder de la general |
| -------- | ----------- | ---------------------------- | ------ | ----------------- | ------------------- |
| 1ª etapa | 8 de marzo  | Athis-Mons-Châteaurenard     | 146 km | Guido Reybrouck   | Guido Reybrouck     |
| 2ª etapa | 9 de marzo  | Châteaurenard-Château-Chinon | 148 km | Eddy Merckx       | Eddy Merckx         |
| 3ª etapa | 10 de marzo | Lucy-Saint-Étienne           | 195 km | Guido Reybrouck   | Eddy Merckx         |
| 4ª etapa | 11 de marzo | Saint-Étienne-Bollène        | 183 km | Rik van Looy      | Rolf Wolfshohl      |
| 5ª etapa | 12 de marzo | Bollène-Marignane            | 172 km | André Desvages    | Rolf Wolfshohl      |
| 6ª etapa | 13 de marzo | Marignane-Hyères             | 142 km | Eddy Merckx       | Tom Simpson         |
| 7ª etapa | 14 de marzo | Hyères-Antibes               | 168 km | André Desvages    | Tom Simpson         |
| 8ª etapa | 15 de marzo | Antibes-Niza (CRI)           | 28 km  | Bernard Guyot     | Tom Simpson         |

## Etapas

### 1ª etapa
8-03-1967. Athis-Mundos-Châteaurenard, 146 km.
|   | Ciclista          | Equipo       | Tiempo     |
| - | ----------------- | ------------ | ---------- |
| 1 | Guido Reybrouck   | Romeo-Smith' | 3h 31' 01" |
| 2 | Adriano Durante   | Salvarani    | m. t.      |
| 3 | Raymond Steegmans | Bic          | m. t.      |

### 2ª etapa
9-03-1967. Châteaurenard-Château-Chinon 148 km.
|   | Ciclista          | Equipo              | Tiempo     |
| - | ----------------- | ------------------- | ---------- |
| 1 | Eddy Merckx       | Peugeot-BP-Michelin | 3h 56' 20" |
| 2 | Georges Chappe    | Mercier-BP          | + 1' 11"   |
| 3 | Jacques de Boever | Romeo-Smith'        | + 1' 20"   |

### 3ª etapa
10-03-1967. Lucy-Saint-Étienne, 195 km.
|   | Ciclista         | Equipo                   | Tiempo     |
| - | ---------------- | ------------------------ | ---------- |
| 1 | Guido Reybrouck  | Romeo-Smith'             | 5h 22' 05" |
| 2 | Walter Godefroot | Flandria                 | m. t.      |
| 3 | Jan Janssen      | Pelforth-Sauvage-Lejeune | m. t.      |

### 4ª etapa
11-03-1967. Saint-Étienne-Bollène, 183 km.
El grupo donde va el líder Eddy Merckx pierde 19'.
|   | Ciclista         | Equipo              | Tiempo     |
| - | ---------------- | ------------------- | ---------- |
| 1 | Rik van Looy     | Willem II-Gazelle   | 4h 41' 52" |
| 2 | Walter Godefroot | Flandria            | m. t.      |
| 3 | Tom Simpson      | Peugeot-BP-Michelin | m. t.      |

### 5ª etapa
12-03-1967. Bollène-Marignane, 172 km.
|   | Ciclista        | Equipo                   | Tiempo     |
| - | --------------- | ------------------------ | ---------- |
| 1 | André Desvages  | Peugeot-BP-Michelin      | 4h 04' 04" |
| 2 | Jan Janssen     | Pelforth-Sauvage-Lejeune | m. t.      |
| 3 | Guido Reybrouck | Salvarani                | m. t.      |

### 6ª etapa
13-03-1967. Marignane-Hyères, 142 km.
Merckx se escapa con su compañero de equipo Tom Simpson consiguiendo este una ventaja suficiente para llevarse la prueba.
|   | Ciclista     | Equipo              | Tiempo     |
| - | ------------ | ------------------- | ---------- |
| 1 | Eddy Merckx  | Peugeot-BP-Michelin | 3h 32' 41" |
| 2 | Tom Simpson  | Peugeot-BP-Michelin | m. t.      |
| 3 | Lucien Aimar | Bic                 | + 1' 26"   |

### 7ª etapa
14-03-1967. Hyères-Antibes, 168 km.
|   | Ciclista                 | Equipo                   | Tiempo     |
| - | ------------------------ | ------------------------ | ---------- |
| 1 | André Desvages           | Peugeot-BP-Michelin      | 4h 04' 06" |
| 2 | Bernard Van De Kerckhove | Pelforth-Sauvage-Lejeune | m. t.      |
| 3 | Guido Reybrouck          | Romeo-Smith'             | + 25"      |

### 8ª etapa
15-03-1967. Antibes-Niza, 28 km. CRI
Llegada situada al Paseo de los Ingleses. Guyot utiliza un desarrollo de 55x13 muy poco utilizado a la época pero que le permite ganar la crono.
|   | Ciclista         | Equipo                   | Tiempo  |
| - | ---------------- | ------------------------ | ------- |
| 1 | Bernard Guyot    | Pelforth-Sauvage-Lejeune | 40' 01" |
| 2 | Tom Simpson      | Peugeot-BP-Michelin      | + 2"    |
| 3 | Jacques Anquetil | Bic                      | + 11"   |

## Clasificaciones finales

### Clasificación general
|    | Ciclista          | Equipo                   | Tiempo      |
| -- | ----------------- | ------------------------ | ----------- |
| 1  | Tom Simpson       | Peugeot-BP-Michelin      | 29h 53' 58" |
| 2  | Bernard Guyot     | Pelforth-Sauvage-Lejeune | + 2' 07"    |
| 3  | Rolf Wolfshohl    | Bic                      | + 3' 41"    |
| 4  | Lucien Aimar      | Bic                      | + 4' 12"    |
| 5  | Jacques de Boever | Romeo-Smith'             | + 6' 48"    |
| 6  | Rik van Looy      | Willem II-Gazelle        | + 9' 31"    |
| 7  | Italo Zilioli     | Salvarani                | + 10' 17"   |
| 8  | Gilbert Desmet    | Romeo-Smith'             | + 10' 24"   |
| 9  | Walter Godefroot  | Flandria                 | + 12' 23"   |
| 10 | Eddy Merckx       | Peugeot-BP-Michelin      | + 18' 46"   |